# Société d'études historiques et archéologiques du Goëlo
La Société d'études historiques et archéologiques du Goëlo (SEHAG), est une société savante, fondée à Paimpol (Côtes-d'Armor), en novembre 1982, par des passionnés d'histoire locale. C'est une association loi de 1901.

## Objectifs de la société
Société d'études historiques et archéologiques du Goëlo a pour objet est recenser, rechercher, sauvegarder et faire connaître tout document, objet ou monument relatif à l'histoire et à la préhistoire des cantons de Paimpol, Lanvollon, Plouha, Pontrieux, Plouagat, Châtelaudren, Étables-sur-Mer et les communes de Pordic, Plérin et Trémuson, c’est-à-dire le Goëlo historique.

## Actions de la société
La SEHAG publie chaque année, depuis 1985, Les Carnets du Goëlo. L’ensemble représente aujourd’hui plus de 1 000 pages d’études.
Avec ses adhérents, l'association organise également deux sorties chaque année, au printemps et en août, dans le but de faire découvrir le patrimoine des Côtes-d'Armor et des autres départements bretons.
Son siège est fixé Villa Labenne à Paimpol.